# PWS-8
PWS-8 byl polský dvoumístný sportovní letoun z roku 1930 vyrobený společností PWS (Podlaska Wytwórnia Samolotów, Podlaská továrna na letadla). Projekt PWS-8 byl speciálně určen pro polskou účast v mezinárodní letecké soutěži Challenge de Tourisme International 1930.

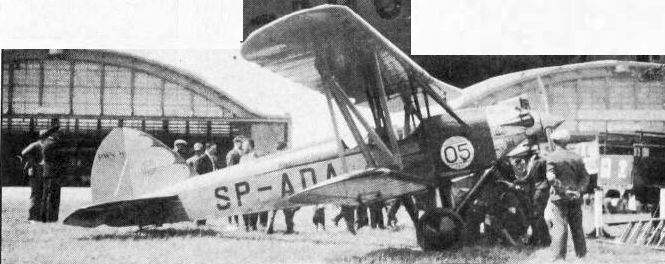
Letoun PWS-8 na soutěži Challenge de Tourisme International 1930

## Vznik a vývoj
Letadlo bylo navrženo v roce 1929 ing. Jarosławem Naleszkiewiczem v továrně PWS z iniciativy továrny k účasti na mezinárodní soutěži turistických letadel Challenge 1930 (společně s dalšími výrobky této společnosti PWS-50, PWS-51 a PWS-52). Jeho jedinečnou vlastností, převzatou z dřívějších vojenských letadel PWS, jako PWS-5, byly vzpěry ve tvaru písmene N mezi dolním a horním křídlem a další šikmé příčné vzpěry, které zpevňovaly konstrukci namísto drátěných výztuh.
Letadlo zalétal na přelomu let 1929/1930 Franciszek Rutkowski. První prototyp byl vybaven hvězdicovým motorem Armstrong Siddeley Genet o výkonu 80 k/59 kW. Na jaře 1930 byl letoun upraven a osazen jiným hvězdicovým pětiválcovým motorem, Walter Vega 85 k/62,5 kW. Byl změněn tvar ocasních ploch a také byly provedeny některé další drobnější změny. Jeho hlavní slabinou však byla nízká rychlost, zejména s ohledem na účast v soutěži. Byl totiž vzhledem k použitým motorům příliš těžký, o 65 kg více než navrhoval projekt. Letadlo bylo imatrikulováno na jaře 1930 a létalo s označením SP-ADA. Letoun byl provozován továrním leteckým klubem (Klub Lotniczy P.W.S.).
V porovnání se svým "vrstevníkem" a konkurentem PZL-5 dosahoval horších výkonů. Letoun nevynikal žádnými pozoruhodnými konstrukčními prvky a také při zmíněné soutěži se nijak zvlášť neumístil. I proto zůstal jen v prototypu.

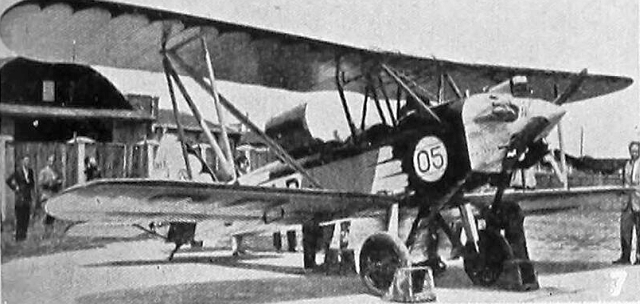
Letoun PWS-8 na soutěži Challenge de Tourisme International 1930

## Popis
PWS-8 byl dvouplošník s vyztuženou dřevěnou konstrukcí, částečně inspirovaný letounem de Havilland Gipsy Moth. Britský Flight jej zase přirovnal k letounu Handley Page Gugnunc. Trup byl v průřezu obdélníkový, na horní části zaoblený s překližkovým potahem, s výjimkou sekce motoru, která byla opláštěna duralovým plechem. Křídla byla obdélníkového půdorysu se zaoblenými konci, pokrytá plátnem s výjimkou náběžných hran, kde byla použita překližka. Vztlaková křidélka byla na dolním křídle, které mělo menší rozpětí 9 metrů tj. o 1 metr méně, než mělo horní křídlo. Křídla byla sklopná dozadu, šířka se složenými křídly byla 2,95 m. Dvoučlenná posádka s otevřenými kokpity v tandemovém uspořádání ovládala letoun zdvojeným řízením. Přední kokpit (pro alternativního pasažéra) měl odnímatelné řízení. Za zadním sedadlem pro pilota byl menší zavazadlový prostor. Oba výhledy z kokpitu byly kryty čelním sklem.
Letoun byl vybaven konvenčním pevným podvozkem se zadní ostruhou. Hlavní palivová nádrž 125 l byla umístěna v horní části středního křídla, v přední části trupu bylo možné instalovat rezervní nádrž na dalších 60 l paliva. Spotřeba paliva činila 22 l/hod.
Soutěžní letadlo mělo pětiválcový vzduchem chlazený hvězdicový motor Walter Vega, který disponoval jmenovitým výkonem 85 koní a vzletovým 90 koní. Pohonnou jednotku s ním tvořila dvoulistá dřevěná vrtule Heine s pevným nastavením.

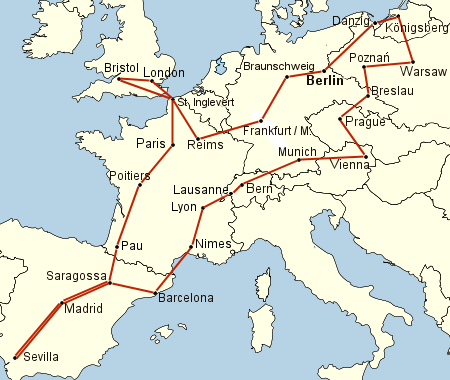
Trasa soutěže Challenge 1930

## Použití
K mezinárodní letecké soutěži Challenge de Tourisme International v roce 1930 bylo přihlášeno 98 letadel z 6 států. Soutěž, jejíž trať měřila 7552 km, byla odstartována 20. července 1930 se 60 startujícími. Polská účast v tomto ročníku byla impozantní. Celkem bylo přihlášeno 16 strojů, 6 přihlásil polský aeroklub (po třech RWD-2 a RWD-4), 4 stroje továrna PWS (PWS-8, PWS-50, PWS-51 a PWS-52), továrna PZL dva stroje PZL-5 a zbytek tvořila letadla účastníků z polských aeroklubů. Do soutěže odstartovalo 12 polských posádek. Letoun PWS-8 se startovním číslem O5 pilotoval Piotr Dudziński. Mimo něj se soutěže s motorem Walter zúčastnili Švýcaři Jean Brocard a Jean René Pierroz na letounu Breda Ba.15S, který byl osazen motorem Walter Venus. Československo (potažmo Aeroklub RČs.) se toho ročníku nezúčastnilo. Po přeletu v podstatě po celé Evropě byl závod ukončen 7. srpna na letišti Tempelhof, odkud soutěž odstartovala. Soutěž dokončilo 35 letounů.
Prototyp PWS-8 měl během letu technické problémy a byl ze soutěže diskvalifikován. Nedodržel určený, časový rozpis během rally přes Evropu a do Berlína přiletěl pozdě, ale dokončil závod mimo klasifikované pořadí. Později bylo letadlo používáno na krátkou dobu leteckým klubem továrny PWS (Klub Lotniczy P.W.S.). Pravděpodobně letoun dolétal v roce 1931, protože "jeho" motor Walter Vega byl potom používán v upraveném letounu PWS-51. Typ PWS-51 byl původně osazen motorem „Genet 80 HP“. Byl to dvousedadlový dolnoplošník. Trup i podvozek byly z ocelových trubek, ocasní plochy byly dřevěné, řízení zdvojené a křídla byla lehce demontovatelná. Letoun představoval typ pro pohodlné cestování i proto, že měl dostatečný prostor pro zavazadla. Mimo to vynikal zvýšeným součinitelem bezpečnosti a použitými olejo-pneumatickými tlumiči kmitů. Součinitel bezpečnosti se pohyboval v mezích 6.5-8.5. Obě tato letadla (PWS-8, PWS-51) byla zařazena do kategorie I. (hmotnost prázdného letounu do 400 kg s tolerancí +15%).

## Uživatelé
- Polsko
  - Podlaska Wytwórnia Samolotów (PWS)

## Specifikace
Údaje pro prototyp podle

### Technické údaje
- Osádka: 2
- Rozpětí: 10,0 m
- Délka: 7,50 m
- Výška: 2,90 m
- Nosná plocha: 22,10 m2
- Plošné zatížení: kg/m2
- Hmotnost prázdného letounu: 445 kg
- Celková hmotnost za letu: 775 kg
- Pohonná jednotka: hvězdicový vzduchem chlazený pětiválcový motor Walter Vega
- Výkony:
  - vzletový, maximální: 90 k (66,2 kW) při 1800 ot/min
  - jmenovitý, nominální: 85 k (62,5 kW) při 1750 ot/min
- Spotřeba paliva: 22 l/h
- Vrtule: dvoulistá, dřevěná s pevným nastavením typu Heine

### Výkony
- Maximální rychlost: 136 km/h
- Cestovní rychlost: 125 km/h
- Minimální rychlost: 72 km/h
- Dolet: 700 km
- Dostup: 3 000 m
- Stoupavost: 2,4 m/s